# Malika Pukhraj
Malika Pukhraj (en ourdou : ملكہ پکھراج ) née en 1912, morte en 2004, a été une chanteuse renommée du Pakistan. Elle était généralement appelé «Malika» qui signifie «La Reine». Elle a été très populaire pour son interprétation de la chanson de Hafeez Jalandhri, Abhi à jawan Main Hoon (Je suis encore jeune), au Pakistan, mais aussi en Inde.

## Biographie
Malika Pukhraj est née à Hamirpur Sidhar, sur les rives de la rivière Chenab, dans la région de Jammu de l'État princier de Jammu-et-Cachemire. Née dans une famille Kanjar, une communauté de chanteurs traditionnel, elle reçoit une éducation en ourdou et en perse comprenant une formation notamment par Ali Baksh Kasuri, père du chanteur Bade Ghulam Ali Khan et maître renommé du khyal sindhi (style de chant classique du nord de l’Inde) et une formation en dance,,.
En 1925, elle chante à la cérémonie de couronnement du dernier maharaja de l'État princier de Jammu-et-Cachemire, Hari Singh. Remarquée par sa voix, elle est engagée comme chanteuse curiale et elle reste au sein de cette cour pendant neuf ans,. Elle y chante notamment des chants populaires en langue dogri, des thumri  et y inspire  des ghazals aux poètes locaux. Elle quitte la cour du maharaja à la suite d'intrigues de palais et des tensions croissantes entre hindous et musulmans.
Elle devient alors l’une des chanteuses les plus appréciées de l'Inde britannique dans les années 1940, capable d’inscrire dans son répertoire une grande variété de genres, issus des différends patrimoines de cette région du monde : thumris, ghazals, poèmes en ourdou, mélodies traditionnelles de l’Himalaya, bhajans, etc. ,. Après la partition de l'Inde en 1947, et la Première Guerre indo-pakistanaise, elle émigre à Lahore, au Pakistan. Elle renforce encore sa notoriété  à travers des émissions radiophoniques avec le compositeur, Kale Khan. Elle devient l’interprète d’une série de chansons écrites en ourdou par l’auteur de l’hymne national du Pakistan, Abu Al-Asar Hafeez Jullundhri (en). Elle n’est pas oubliée pour autant en Inde : ainsi, pour le jubilé d'or de All India Radio, elle se voit remettre le prix Legend of Voice (Légende de la voix). En 1980, elle reçoit, au Pakistan cette fois, une autre récompense, la Fierté de la performance.
Dans les années 1990, elle, qui a traversé le XXe siècle et observé les profondes mutations du continent indien, rédige en ourdou ses mémoires, traduits et publiés en anglais en 2003 sous le titre Song Song True : A Memoir. Comme indiqué dans cet ouvrage, un de ses chants thumri préféré est Sab din howat nahin samaan, ce qui signifie : Aucun jour n’est pareil à l’autre. Elle a été par ailleurs très populaire pour son interprétation de la chanson de Hafeez Jalandhri, Abhi à jawan Main Hoon (Je suis encore jeune).
Elle est morte à Lahore le 4 février 2004. Une de ses filles, Tahira Syed (en), est également une interprète de chansons renommée.